# Kees Slager
Cornelis (Kees) Slager (Scherpenisse, 30 mei 1938) is een Nederlands journalist, schrijver en politicus. Hij werkte als journalist voor Het Vrije Volk, de VARA en de VPRO. Ook is hij de initiator en redacteur van het VPRO-radioprogramma OVT waarin oral history een belangrijke rol speelt.
Slager heeft veel verhalen van 'gewone mensen' opgetekend, vooral en bij herhaling over de Watersnood of het leven van landarbeiders. Hij reisde in de zomer van 2003 als presentator, samen met tv-maker Theo Uittenbogaard, van het eiland Texel naar het eiland Tiengemeten voor een cultuurhistorisch onderzoek aan de hand van het Hollandse landschap. Hieruit volgde het boek Holland - van Texel tot Tiengemeten en de gelijknamige achtdelige televisieserie, die door de AVRO abusievelijk onder de titel Ik hou van Holland werd uitgezonden. Maar het grootste deel van zijn oeuvre heeft hij toch wel aan onderwerpen en mensen in zijn geliefde provincie Zeeland gewijd.

## Politicus
Bij de Provinciale Statenverkiezingen van 2007 fungeerde Kees Slager als lijstduwer voor de Socialistische Partij in Zeeland. Bij de Eerste Kamerverkiezingen 2007 werd hij gekozen in de senaat. Op 7 juni 2011 nam hij afscheid van de Kamer.

## Beknopte bibliografie
- Landarbeiders (1981)
- Hongerwinter (1985), met Paul van de Gaag en Nienke Feis, ISBN 9062850383
- Vissersverhalen (1990), met Paul de Schipper
- Tholen (1991)
- De Ramp, een reconstructie (1992 met aangevulde herdruk januari 2003, elfde druk 2017), ISBN 9789046705933
- Zeven Zeeuwse vrouwen (1995), ISBN 907213849X
- Sakke de zee-ratte en andere Zeeuwse jeugdherinneringen uit het begin van de eeuw (1997) t.g.v. De Week van het Zeeuwse boek, ISBN 90-72138-77-5 (pbk)
- ...en m'n zuster die heet Kee... (2001), met Ruden Riemens, portretten van Borselse boerinnen, ISBN 9074576303, herdruk in 2012, uitgeverij Den Boer/De Ruiter, ISBN 9789079875351
- Het geheim van Oss. Een geschiedenis van de SP (2001), ISBN 9045005638
- Holland van Texel tot Tiengemeten (2004), met Theo Uittenbogaard, ISBN 90-5352-983-7
- Armoede treedt binnen (2005), ISBN 9076815208
- De Zeeuwse geschiedenis in meer dan 100 verhalen (2005), ISBN 905515542X
- Hoe dan, Jan? (2005), verzameling interviews met Jan Marijnissen door Kees Slager en Karel Glastra van Loon, ISBN 9020405322
- Mijn Zeeland (2007, uitgeverij Atlas), ISBN 9045000377, herdruk in 2013, uitgeverij Den Boer/De Ruiter ISBN 9789079875504
- Herziene herdruk "Zeeuwse vrouwen" n.a.v. première toneelstuk "Zeeuwse vrouwen", 2009, uitgeverij Den Boer/De Ruiter, ISBN 9789079875023
- Watersnood (2010), uitgeverij De Buitenspelers, ISBN 9071359131
- Verjaagd door vuur en water (2013), uitgeverij Den Boer/De Ruiter, ISBN 9789079875467
- Tholen (2017), Kick Uitgevers, ISBN 9789491555251

- Bibliothèque nationale de France: cb14488557b (data)
- Gemeinsame Normdatei: 142888613
- International Standard Name Identifier: 0000 0001 0676 2573
- Library of Congress Control Number: n2006041406
- Nederlandse Thesaurus van Auteursnamen: 068933886
- Parlement.com: vhjogfpxahzb
- Virtual International Authority File: 238751
- WorldCat: E39PBJxrYgXRhcXTVwmfBwCxXd